# Rawhide
Rawhide – amerykański czarno-biały serial westernowy emitowany w latach 1959–1965 przez stację CBS.

## Obsada
Zestawienie obejmuje aktorów, którzy wystąpili łącznie w co najmniej 5 odcinkach serialu:
- Eric Fleming – Gil Favor (202 odcinki)
- Clint Eastwood – Rowdy Yates (wszystkie 217 odcinków)
- Sheb Wooley – Pete Nolan (110)
- Paul Brinegar – George Washington Wishbone (216)
- Robert Cabal – Jesús "Hey Soos" Patines (115)
- James Murdock – Harkness "Mushy" Mushgrove III (200)
- Steve Raines – Jim Quince (215)
- Rocky Shahan – Joe Scarlet (180)
- Don C. Harvey – Collins (15)
- John Erwin – Teddy (22)
- John Hart – Narbo (19)
- William R. Thompkins – bezzębny/poganiacz krów/Thomkins (93)
- John Cole – Bailey (75)
- Milan Smith – Kyle (39?)
- Charles H. Gray – Clay Forrester (47)
- John Ireland – Jed Colby (11)
- Raymond St. Jacques – Simon Blake (13)
- Harry Lauter – Yank McCabe/cowboy/Lenny (12)
- Allen Jaffe – poganiacz krów/Indianin/rewolucjonista (12)
- John Pickard – szeryf/Sam Parks/Marshal Morgan (11)
- George Hickman – pijany mężczyzna/bywalec baru/barman (10)
- Len Hendry – mieszczuch/dr Miller/mężczyzna (9)
- Clem Fuller – poganiacz krów/woźnica/karczmarz (9)
- Rick Arnold – Rick/Arnold/poganiacz krów (9)
- Hugh Sanders – zast. szeryfa Ef Wiley/Marshal Thorpe/dr Merrill (8)
- Hal Baylor – Jenkins/Will Gufler/Barney (8)
- I. Stanford Jolley – barman/mieszczuch/kaznodzieja (8)
- Claude Akins – Jerry Boggs/Aloysius Claybank/sierż. Parker (7)
- Edward Faulkner – Brett Mason/szer. Larson/Cryder (7)
- Henry Wills – Cowboy/Kilroy/strażnik I (7)
- David Watson – Ian Cabot
- Paul Comi – Yo-Yo.